# Venturia (guêpe)
Pour les articles homonymes, voir Venturia.
Genre
Venturia est un genre de guêpes parasitoïdes, de la famille des Ichneumons (sous-famille des Campopleginae). Il a une répartition cosmopolite mais est surtout présent en Amérique.

## Systématique
Le genre Venturia a été créé en 1902 par l'entomologiste allemand Curt Schrottky (d) (1874-1937), et ainsi nommé en l'honneur de S. Venturi à qui il devait « de nombreuses espèces très intéressantes » (dont l'espèce type Venturia argentina (nl), que Venturi avait collectée à Buenos Aires).

## Reproduction
L'espèce V. canescens, qui pond ses œufs dans la chenille du papillon Ephestia kuehniella, les protège du système immunitaire de la chenille de deux façons : d'une part les œufs sont recouverts d'une protéine qui les cache aux hémocytes de la chenille (ses cellules immunitaires) ; d'autre part la guêpe injecte dans le corps de la chenille, en même temps que ses œufs, des particules pseudovirales qui infectent les hémocytes et les inactivent. Il est plausible que d'autres espèces du genre usent des mêmes moyens,,.

## Liste d'espèces
- V. ahlensis (nl) Maheshwary, 1977
- V. altia (nl) (Morley, 1913)
- V. amplareolata (nl) Wahl, 1987
- V. anareolata (nl) Wahl, 1987
- V. anatolica (nl) Horstmann, 1987
- V. anchisteus (nl) Wahl, 1987
- V. arenicola (nl) Horstmann, 1973
- V. argentina (nl) Schrottky, 1902
- V. aritai (nl) Momoi, 1970
- V. assamensis (nl) Maheshwary, 1977
- V. atricolor (nl) (Gyorfi, 1946)
- V. australis (nl) Wahl, 1987
- V. bergi (nl) (Brethes, 1922)
- V. bicarinata (nl) Wahl, 1984
- V. bolibasalis (nl) (Morley, 1926)
- V. brachypropodealis (nl) Wahl, 1987
- V. canescens (Gravenhorst, 1829)
- V. capulata (nl) Wahl, 1987
- V. catarinensis (nl) Wahl, 1984
- V. catoptron (nl) Wahl, 1984
- V. citriscapus (nl) Wahl, 1984
- V. compacta (nl) Wahl, 1987
- V. compressa (nl) Wahl, 1984
- V. crassicaput (nl) (Morley, 1926)
- V. chnaura (nl) Wahl, 1987
- V. daschi (nl) Wahl, 1987
- V. depressa (nl) Wahl, 1984
- V. desertorum (nl) Horstmann, 2008
- V. dilatata (nl) (Cameron, 1907)
- V. dioryctriae (nl) Kusigemati, 1988
- V. dreisbachi (nl) Wahl, 1987
- V. durangensis (nl) Wahl, 1987
- V. eremna (nl) Wahl, 1987
- V. erythrogaster (nl) Wahl, 1987
- V. erythropus (nl) (Ashmead, 1890)
- V. exareolata (nl) Momoi, 1970
- V. femorata (nl) (Szepligeti, 1910)
- V. finlaysonae (nl) Wahl, 1987
- V. floridensis (nl) Wahl, 1987
- V. fuscifemorata (nl) Wahl, 1987
- V. gaesata (nl) Wahl, 1987
- V. gelechiae (nl) (Ashmead, 1890)
- V. genalis (nl) Wahl, 1984
- V. girishi (nl) Sudheer & Narendran, 2006
- V. hadra (nl) Wahl, 1987
- V. hakonensis (nl) (Ashmead, 1906)
- V. hexados (nl) Maheshwary, 1977
- V. hibiscellae (nl) Wahl, 1987
- V. himachala (nl) Maheshwary, 1977
- V. inclyta (nl) (Morley, 1923)
- V. inquinata (nl) (Morley, 1913)
- V. intrudens (nl) (Smith, 1878)
- V. jordanae (nl) Fitton, 1994
- V. keralensis (nl) Sudheer & Narendran, 2006
- V. lankana (nl) Maheshwary, 1977
- V. latrunculus (nl) Wahl, 1987
- V. leptogaster (nl) (Cameron, 1904)
- V. licina (nl) Wahl, 1987
- V. linearis (nl) Momoi, 1970
- V. longicauda (nl) Wahl, 1984
- V. longicuspis (nl) Wahl, 1987
- V. longipropodeum (nl) (Uchida, 1942)
- V. longiterebrae (nl) (Rao, 1953)
- V. macilenta (nl) (Cresson, 1874)
- V. magrettii (nl) (Kriechbaumer, 1884)
- V. malaisei (nl) Maheshwary, 1977
- V. marjoriella (nl) Wahl, 1987
- V. masoni (nl) Wahl, 1987
- V. mayi (nl) Wahl, 1987
- V. maynei (nl) (Cameron, 1912)
- V. meridionalis (nl) (Ashmead, 1894)
- V. micraulax (nl) Wahl, 1987
- V. micheneri (nl) Wahl, 1987
- V. minuta (nl) Maheshwary, 1977
- V. mongolica (nl) (Kokujev, 1915)
- V. montana (nl) Maheshwary, 1977
- V. mulleola (nl) Wahl, 1987
- V. musae (nl) Wahl, 1984
- V. neoinclyta (nl) Sudheer & Narendran, 2006
- V. nickelseni (nl) Wahl, 1987
- V. nigra (nl) (Townes, 1958)
- V. nigricoxalis (nl) (Cushman, 1915)
- V. nigriscapus (nl) (Viereck, 1921)
- V. nigritegula (nl) Maheshwary, 1977
- V. oblongata (nl) Maheshwary, 1977
- V. ocypeta (nl) (Gauld, 1984)
- V. ochreiventris (nl) (Enderlein, 1914)
- V. oditesi (nl) (Sonan, 1939)
- V. ovivenans (nl) Zwart, 1973
- V. palmaris (nl) (Wilkinson, 1928)
- V. pallipennis (nl) Horstmann, 2008
- V. pastranai (nl) (Blanchard, 1946)
- V. patula (nl) (Viereck, 1912)
- V. pedalis (nl) (Cresson, 1865)
- V. peringueyi (nl) (Cameron, 1906)
- V. peruviana (nl) (Cushman, 1940)
- V. picturator (nl) Aubert, 1970
- V. platyura (nl) Wahl, 1987
- V. plaumanni (nl) Wahl, 1984
- V. portalensis (nl) Wahl, 1987
- V. porteri (nl) (Brethes, 1913)
- V. prolixa (nl) Wahl, 1987
- V. pseudocampoplexa (nl) Maheshwary, 1977
- V. pulsator (nl) (Seyrig, 1935)
- V. pullata (nl) Wahl, 1987
- V. pumila (nl) Wahl, 1987
- V. punctata (nl) Wahl, 1987
- V. quadrata (nl) Maheshwary, 1977
- V. roborowskii (nl) (Kokujev, 1915)
- V. robusta (nl) (Ceballos, 1955)
- V. rufiventris (nl) Schrottky, 1902
- V. saxatilis (nl) de Santis, 1975
- V. scitula (nl) Wahl, 1987
- V. sculleni (nl) Wahl, 1987
- V. serpentina (nl) Maheshwary, 1977
- V. sessilinervis (nl) (Cameron, 1906)
- V. simillima (nl) Maheshwary, 1977
- V. sokanakiakorum (nl) (Viereck, 1917)
- V. spectabilis (nl) Wahl, 1987
- V. splendidellae (nl) (Momoi, 1962)
- V. sundaica (nl) Maheshwary, 1977
- V. taiwana (nl) (Sonan, 1937)
- V. taneces (nl) Wahl, 1987
- V. tectonae (nl) (Perkins, 1936)
- V. testaceipes (nl) (Brethes, 1909)
- V. tetragona (nl) Wahl, 1984
- V. texana (nl) Wahl, 1987
- V. tezcatlipocai (nl) Wahl, 1984
- V. timocraticae (nl) (Blanchard, 1946)
- V. townesi (nl) (Momoi, 1965)
- V. townesorum (nl) Wahl, 1984
- V. triangulata (nl) Maheshwary, 1977
- V. tricolorata (nl) (Cameron, 1909)
- V. tristis (nl) Wahl, 1987
- V. uttara (nl) Maheshwary, 1977
- V. valelaminata (nl) Maheshwary, 1977